# Центральна контрольна комісія КПРС
Центральна контрольна комісія (скорочено ЦКК) РКП(б), ВКП(б), КПРС — вищий контрольний орган Комуністичної партії Радянського Союзу у 1920—1934 роках й у 1990—1991 роках. 

## Історія
У 1920—1921 роках існувала єдина просто «Контрольна комісія», яка 1921 року була розділена на ЦРК (відповідальну за фінансовий контроль) і ЦКК (відповідальну за контроль партійної дисципліни). Відповідно до Статуту, склад ЦКК обирався З’їздом партії, члени ЦКК не могли бути одночасно членами ЦК.
Рекордно великий склад (близько 120 членів) її було обрано на XV з'їзді ВКП (б) у 1927. Пленуми ЦКК обирали Президію ЦКК.
У 1934—1952 роках замість ЦКК існувала Комісія партійного контролю при ЦК ВКП(б), у 1952—1990 роках — Комітет партійного контролю при ЦК КПРС. У 1962—1965 роках відбулось об’єднання КПК при ЦК КПРС і Комітету державного контролю Ради міністрів СРСР у Комітет партійно-державного контролю ЦК КПРС і Ради міністрів СРСР. Безпосередньо справами КПРС у цей період займалась Партійна комісія при ЦК КПРС. На відміну від колишньої ЦКК, склад КПК не обирався на з’їзді, а затверджувався ЦК КПРС (фактично — Секретаріатом ЦК КПРС).
До 1934 року на посаду Голови ЦКК призначався хтось з авторитетних членів Політбюро терміном на 2-3 роки (оскільки членство в ЦКК не можна було суміщати з членством у ЦК).
У 1934—1946 роках Голова КПК був за сумісництвом секретарем ЦК ВКП(б) і членом Оргбюро ЦК ВКП(б).
На XXVIII з’їзді КПРС у 1990 році КПК при ЦК КПРС та ЦРК КПРС були об’єднані в єдиний орган — ЦКК КПРС.

## Керівники
У 1920—1923 посади керівника ЦКК не існувало, її діяльність на загальноросійському рівні курирував нарком РКІ (Йосип Сталін).
Голова ЦКК РКП(б) — ВКП(б):
- Валеріан Куйбишев (1923—1926)
- Григорій Орджонікідзе (1926—1930)
- Андрій Андреєв (1930—1931)
- Ян Рудзутак (1931—1934)

Голова Комісії партійного контролю при ЦК ВКП(б):
- Лазар Каганович (1934—1935)
- Микола Єжов (1935—1939) (фактично до 1938)
- Андрій Андреєв (1939—1952)

Голова Комітету партійного контролю при ЦК КПРС:
- Матвій Шкірятов (1952—1954)
- посада вакантна (1954—1956)
- Микола Шверник (1956—1966)
- Арвід Пєльше (1966—1983)
- Михайло Соломенцев (1983—1988)
- Борис Пуго (1988—1990)

Голова Центральної контрольної комісії КПРС:
- Борис Пуго (1990—1991)
- Євген Махов (1991)

10 жовтня 1990 року було обрано Бюро Президії ЦКК КПРС. До нього увійшли: Г. Г. Веселков, О. І. Грієнко, Є. О. Єлісеєв, М. І. Кодін, М. І. Корабльов, Є. М. Махов, Б. К. Пуго, А. Л. Радугін, П. П. Тодоров.